# Newerton
Newerton Martins da Silva dit Newerton, né le 3 juin 2005 à Palmares au Brésil, est un footballeur brésilien qui évolue au poste d'ailier gauche au Chakhtar Donetsk.

## Biographie

### En club
Né à Palmares au Brésil, Newerton est formé par le  São Paulo FC, où il se révèle comme l'une des grandes promesses du club, faisant valoir son habileté technique et sa vitesse notamment. Le 4 septembre 2021, le jeune attaquant brésilien signe son premier contrat professionnel avec le São Paulo FC.
Alors qu'il n'a pas fait la moindre apparition avec l'équipe première du São Paulo FC, Newerton attire l'intérêt de clubs européens, et le 31 juillet 2023, il s'engage en faveur du Chakhtar Donetsk. Il signe un contrat courant jusqu'en juin 2028.
Il joue son premier match en professionnel avec le Chakhtar Donetsk, le 29 juillet 2023, lors de la première journée de la saison 2023-2024 de première division ukrainienne face au Metalist Kharkiv. Il entre en jeu et son équipe s'impose par deux buts à un.
Le 25 octobre 2023, il fait sa première apparition en Ligue des champions, à l'occasion d'un match de groupe face au FC Barcelone.